# Zouagha
Zouagha est l'un des six arrondissements de la ville de Fès, elle-même située au sein de la préfecture de Fès, dans la région de Fès-Meknès. 
Cet arrondissement a connu, de 1994 à 2004 (années des derniers recensements), une hausse de population, passant de 88 199 à 163 291 habitants.